# Ocalaria dioptica
Ocalaria dioptica là một loài bướm đêm trong họ Noctuidae.